# Liste der Monuments historiques in Dieppe
Die Liste der Monuments historiques in Dieppe führt die Monuments historiques in der französischen Stadt Dieppe auf.

## Liste der Bauwerke
| Bezeichnung                 | Beschreibung | Standort                                      | Kennzeichnung | Schutzstatus   | Datum     | Bild |
| --------------------------- | ------------ | --------------------------------------------- | ------------- | -------------- | --------- | ---- |
| Burg Dieppe                 |              | Rue de Chastes (Lage)                         | PA00100620    | Classé         | 1862      |      |
| Collège d’Oratoriens        |              | 31, 33 quai Henri-IV (Lage)                   | PA00101099    | Inscrit        | 1990      |      |
| Couvent des Carmélites      |              | Rue de la Barre (Lage)                        | PA00101100    | Inscrit Classé | 1990 1995 |      |
| Kirche Sacré-Cœur de Janval |              | Rue Louis-Fromager (Lage)                     | PA76000057    | Inscrit        | 2002      |      |
| Kirche Saint-Jacques        |              | Rue Saint-Jacques (Lage)                      | PA00100621    | Classé         | 1840      |      |
| Kirche Saint-Rémy           |              | Rue Saint-Rémy (Lage)                         | PA00100622    | Classé         | 1910      |      |
| Entrepôt des Douanes        |              | Quai du Tonkin (Lage)                         | PA00101101    | Inscrit        | 1990      |      |
| Befestigungsanlagen         |              | (Lage)                                        | PA00101106    | Inscrit        | 1991      |      |
| Hôtel                       |              | 174 bis 184, Grande-Rue (Lage)                | PA00101112    | Inscrit        | 1991      |      |
| Hôtel de l’Amirauté         |              | 210 à 214 Grande-Rue (Lage)                   | PA00100623    | Inscrit        | 1991      |      |
| Hôtel d’Anvers              |              | 47, 51 quai Henri-IV (Lage)                   | PA00101111    | Inscrit        | 1991      |      |
| Hôtel de la Vicomté         |              | 35, 37 quai Henri-IV (Lage)                   | PA00101102    | Inscrit        | 1991      |      |
| Gebäude                     |              | 21bis, Grande-Rue (Lage)                      | PA00100624    | Inscrit        | 1939      |      |
| Gebäude                     |              | 20, place Nationale (Lage)                    | PA00100625    | Inscrit        | 1939      |      |
| Gebäude                     |              | 22, 24 place Nationale (Lage)                 | PA00100626    | Inscrit        | 1939      |      |
| Häuser                      |              | 9, 11, 13, 15 rue d’Ecosse (Lage)             | PA00100627    | Inscrit        | 1927      |      |
| Häuser                      |              | 119 quai Henri-IV, 2 ruelle Beauregard (Lage) | PA00101107    | Inscrit        | 1991      |      |
| Apotheke                    |              | 4, rue de la Barre (Lage)                     | PA00100628    | Inscrit        | 1950      |      |
| Pont Colbert                |              | Quai de la Somme (Lage)                       | PA76000109    | Inscrit        | 2017      |      |
| Stadttor                    |              | Boulevard de Verdun (Lage)                    | PA00100629    | Classé         | 1886      |      |
| Theater                     |              | Place Camille-Saint-Saëns (Lage)              | PA00101103    | Classé         | 1993      |      |
| Villa Perrotte              |              | 9, rue Jules-Ferry (Lage)                     | PA76000093    | Inscrit        | 2012      |      |
| Villa vénitienne            |              | 7, 11 rue de Sygogne (Lage)                   | PA00101116    | Inscrit        | 1991      |      |

## Liste der Objekte
- Monuments historiques (Objekte) in Dieppe in der Base Palissy des französischen Kultusministeriums